# Kathy Bates
Kathleen Doyle "Kathy" Bates (Memphis, Tennessee, 28 de juny de 1948) és una actriu de teatre i cinema estatunidenca.

## Formació
Quan acabà l'educació secundària ingressà a la Universitat Metodista del Sud, a Dallas, on es graduà en teatre el 1969. S'inicià en el món teatral a Nova York, a partir de 1970, inicialment amb el nom de Bobo Bates.

## Carrera professional
La seva primera pel·lícula fou Joventut sense esperança (1971), de Milos Forman. Després seguirien Vanities (1976) i Straight Time.(1978). També va continuar treballant en el teatre, per exemple en les obres Crimes of the Heart (1979) i Night, Mother (1983), interpretació, aquesta, per la qual fou nominada al Premi Tony.
Pel que fa al cinema, la seva interpretació a la pel·lícula Misery (1990)', de Rob Reiner, basada en una novel·la de Stephen King, la feu mereixedora del Premi Òscar a la millor actriu. Des d'aquell moment treballà molt en diversos films com a protagonista o en papers destacats. Durant els vuitanta i principis dels noranta participà en obres de teatre, en sèries de televisió i en pel·lícules com Come Back to the Five and Dime, Jimmy Dean, Jimmy Dean, L'endemà al matí, Llibertat condicional, Els homes no abandonen, Dick Tracy, Tomàquets verds fregits, About Schmidt, Revolutionary Road i Arthur 2. Gràcies a la superproducció de Hollywood Titanic i la sàtira política Primary Colors, l'actriu va viure un dels millors moments de la seva carrera artística.
El 2006 també dirigí i interpretà Have Mercy.

## Filmografia
| Any        | Títol                                                              | Paper                                        | Notes |
| ---------- | ------------------------------------------------------------------ | -------------------------------------------- | --- |
| 1971       | Vull volar (Taking Off)                                            | Audition Singer: "Even the Horses Had Wings" | com a Bobo Bates |
| 1977       | Doctors                                                            | Phyllis                                      | Alguns episodis |
| 1978       | Love Boat                                                          | Sally Allison                                | Episodis: "Family Reunion", "Too Hot to Handle" i "Cinderella Story" |
| 1978       | Straight Time                                                      | Selma Darin                                  | |
| 1982       | Come Back to the Five and Dime, Jimmy Dean, Jimmy Dean             | Stella Mae                                   | |
| 1983       | Units pel destí (Two of a Kind)                                    | Esposa de l'home dels mobles                 | |
| 1984       | All My Children                                                    | Belle Bodelle                                | alguns episodis |
| 1986       | Johnny Bull                                                        | Katherine Kovacs                             | Telefilm |
| 1986       | Cagney & Lacey                                                     | Brenda Harris                                | Episodi: "Revenge" |
| 1986       | St. Elsewhere                                                      | Polly                                        | Episodis: "Up and Down" (1986) i "Visiting Daze" (1987) |
| 1987       | Murder Ordained                                                    | Bobbi Birk                                   | Telefilm |
| 1987       | Summer Heat                                                        | Ruth                                         | |
| 1987       | My Best Friend Is a Vampire                                        | Helen Blake                                  | com Kathy D. Bates |
| 1988       | Arthur 2: On the Rocks                                             | Mrs. Canby                                   | |
| 1989       | China Beach                                                        | Jan                                          | Episodi: "The World: Part 2" |
| 1989       | Signs of Life                                                      | Mary Beth Alder                              | |
| 1989       | High Stakes                                                        | Jill                                         | |
| 1989       | Roe vs. Wade                                                       |                                              | Telefilm |
| 1989       | L.A. Law                                                           | Charlotte Haley                              | Episodi: "One Rat, One Ranger" |
| 1989       | No Place Like Home                                                 |                                              | Telefilm |
| 1990       | Men Don't Leave                                                    | Lisa Coleman                                 | |
| 1990       | Dick Tracy                                                         | Mrs. Green                                   | |
| 1990       | White Palace                                                       | Rosemary                                     | |
| 1990       | Misery                                                             | Annie Wilkes                                 | Oscar a la millor actriu Globus d'Or a la millor actriu dramàtica |
| 1991       | Ombres i boira (Shadows and Fog)                                   | Prostituta                                   | |
| 1991       | Jugant en els camps del senyor (At Play in the Fields of the Lord) | Hazel Quarrier                               | |
| 1991       | Tomàquets verds fregits (Fried Green Tomatoes)                     | Evelyn Couch                                 | Nominada − BAFTA a la millor actriu secundària Nominada − Globus d'Or a la millor actriu musical o còmica                                                                         |
| 1992       | The Road to Mecca                                                  | Elsa Barlow                                  | |
| 1992       | Seducció prohibida (Prelude to a Kiss)                             | Leah Blier                                   | |
| 1992       | Un amor de tardor (Used People)                                    | Bibby Berman                                 | |
| 1993       | Living and Working in Space: The Countdown Has Begun               | Lunar Mom                                    | Per vídeo |
| 1993       | Hostages                                                           | Peggy Say                                    | Telefilm |
| 1993       | Home of Our Own                                                    | Frances Lacey                                | |
| 1993, 2004 | American Experience                                                | Narradora                                    | Episodis: "Amelia Earhart: The Price of Courage" i "Tupperware!" |
| 1994       | The Stand                                                          | Rae Flowers                                  | Episodi: "The Plague" no surt als crèdits |
| 1994       | Un noi anomenat North (North)                                      | Mare d'Alaska                                | |
| 1994       | Curse of the Starving Class                                        | Ella Tate                                    | |
| 1995       | Dolores Claiborne                                                  | Dolores Claiborne                            | |
| 1995       | West Side Waltz                                                    | Mr. Goo                                      | Telefilm |
| 1995       | Angus                                                              | Meg Bethune                                  | |
| 1996       | Diabolique                                                         | Detectiu Shirley Vogel                       | |
| 1996       | War at Home                                                        | Maurine Collier                              | |
| 1996       | The Late Shift                                                     | Helen Kushnick                               | Telefilm Globus d'Or a la millor actriu secundària en sèries, minisèries o telefilms Nominada − Primetime Emmy a la millor actriu secundària en minisèries o telefilms            |
| 1997       | Swept from the Sea                                                 | Miss Swaffer                                 | |
| 1997       | Titanic                                                            | Molly Brown                                  | |
| 1998       | Primary Colors                                                     | Libby Holden                                 | Nominada − Oscar a la millor actriu secundària Nominada − BAFTA a la millor actriu secundària Nominada − Globus d'Or a la millor actriu secundària                                |
| 1998       | Effects of Magic                                                   | Raphaella, el conill màgic                   | veu |
| 1998       | The Waterboy                                                       | Helen 'Mama' Boucher                         | |
| 1998       | A Civil Action                                                     | jutge                                        | no surt als crèdits |
| 1999       | Annie                                                              | Miss Agatha Hannigan                         | Telefilm Nominada − Primetime Emmy a la millor actriu secundària em minisèries o telefilms Nominada − Globus d'Or a la millor actriu secundària en sèries, minisèries o telefilms |
| 1999       | Baby Steps                                                         | Mrs. Mellon                                  | curt |
| 1999       | 3rd Rock from the Sun                                              | Charlotte Everly                             | Episodi: "Alien Hunter" Nominada − Primetime Emmy a la millor actriu en sèries còmiques                                                                                           |
| 1999       | Dash and Lily                                                      | Director                                     | Nominada − Primetime Emmy a la millor direcció de sèries, minisèries o telefilms dramàtics                                                                                        |
| 2000       | Bruno                                                              | Mare superiora                               | |
| 2000       | MADtv                                                              | Àvia d'Stuart                                | Temporada 6 episodi 602 |
| 2001       | Rates a correcuita (Rat Race)                                      | The Squirrel Lady                            | no surt als crèdits |
| 2001       | American Outlaws                                                   | Ma James                                     | |
| 2001       | King of the Hill                                                   | Oficial                                      | Episodi: "Lupe's Revenge" |
| 2002       | Love Liza                                                          | Mary Ann Bankhead                            | |
| 2002       | Dragonfly                                                          | Mrs. Belmont                                 | |
| 2002       | About Schmidt                                                      | Roberta Hertzel                              | Nominada − Oscar a la millor actriu secundària Nominada − Globus d'Or a la millor actriu secundària                                                                               |
| 2002       | Unconditional Love                                                 | Grace Beasley                                | |
| 2002       | My Sister's Keeper                                                 | Christine Chapman                            | |
| 2003– 2005 | Six Feet Under                                                     | Bettina                                      | 10 episodis Nominada − Primetime Emmy a la millor actriu de sèries dramàtiques |
| 2004       | La volta al món en 80 dies (Around the World in 80 Days)           | Queen Victoria                               | |
| 2004       | Little Black Book                                                  | Kippie Kann                                  | |
| 2004       | Popeye's Voyage: The Quest for Pappy                               | Sea Hag                                      | Veu |
| 2004       | The Ingrate                                                        | Jutgessa                                     | curt |
| 2004       | The Cutting Edge: The Magic of Movie Muntatge                      | Narradora                                    | documental |
| 2004       | The Bridge of San Luis Rey                                         | La marquesa                                  | |
| 2005       | Hansel and Gretel                                                  | Narradora                                    | Veu per vídeo |
| 2005       | Ambulance Girl                                                     | Jane Stern                                   | Telefilm Nominada − Primetime Emmy a la millor actriu en minisèries o telefilms                                                                                                   |
| 2005       | Guilty Hearts                                                      | Jutgessa                                     | |
| 2005       | Rumor Has It...                                                    | Aunt Mitsy                                   | no surt als crèdits |
| 2005       | Warm Springs                                                       | Helena Mahoney                               | Telefilm Nominada − Primetime Emmy a la millor actriu secundària en minisèries o telefilms                                                                                        |
| 2006       | Failure to Launch                                                  | Sue                                          | |
| 2006       | Have Mercy                                                         |                                              | |
| 2006       | Solace                                                             | esposa de Marrow                             | |
| 2006       | Relative Strangers                                                 | Agnes Menure                                 | |
| 2006       | Bonneville                                                         | Margene                                      | |
| 2006       | Charlotte's Web                                                    | Bitsy the Cow                                | veu |
| 2007       | Bee Movie                                                          | Janet Benson                                 | veu |
| 2007       | Fred Claus                                                         | Mother Claus                                 | |
| 2007       | The Golden Compass                                                 | Hester                                       | veu |
| 2007       | P.S. I Love You                                                    | Patricia                                     | |
| 2007       | Christmas Is Here Again                                            | Miss Dowdy                                   | veu |
| 2008       | The Family That Preys                                              | Charlotte Cartwright                         | |
| 2008       | The Day the Earth Stood Still                                      | Secretària de Defensa, Dra. Regina Jackson   | |
| 2008       | Revolutionary Road                                                 | Mrs. Helen Givings                           | |
| 2009       | Cheri                                                              | Madame Charlotte Peloux                      | |
| 2009       | Personal Effects                                                   | Gloria                                       | |
| 2009       | The Blind Side                                                     | Miss Sue                                     | |
| 2009       | Alice                                                              | Reina de cors                                | Minisèrie Nominada − Primetime Emmy a la millor actriu secundària en minisèries o telefilms                                                                                       |
| 2010       | Valentine's Day                                                    | Susan Milton                                 | |
| 2010       | The Office                                                         | Jo Bennett                                   | Temporada 6, Episode 15 "Sabre" |
| 2010       | Harry's Law                                                        | Harriet Korn                                 | |
| 2010       | You May Not Kiss The Bride                                         | Mare de Bryan                                | |
| 2011       | Midnight in Paris                                                  | Gertrude Stein                               | |
| 2011       | A Little Bit of Heaven                                             | Beverly Corbett                              | |
| 2014       | Tammy                                                              | Lenore                                       | |
| 2014       | Boychoir                                                           | Directora                                    | |
| 2020       | Home                                                               |                                              | |